# Adapis
Adapis és un gènere extint de primats de la família dels adàpids que visqueren durant l'Eocè en allò que avui en dia és l'Europa de l'Oest. Se n'han trobat restes fòssils a Espanya (incloent-hi el jaciment de Sossís, al Pallars Jussà), França, el Regne Unit i Suïssa. És un dels primats eocens més coneguts. Era un animal diürn i folívor que pesava uns 2 kg. Tenia el crani baix i ample, els ulls petits i la cresta sagital força prominent. Algunes espècies caminaven i corrien per les branques, mentre que d'altres tenien a enfilar-s'hi. Fou el primer primat fòssil descrit formalment, tot i que no fou identificat com a primat fins molt més tard.